# Lucyna Haller de Hallenburg
Lucyna Haller de Hallenburg z domu Urbańska herbu Nieczuja (ur. 1844 lub 1845 w Haczowie, zm. 26 stycznia 1926 w Krakowie) – polska nauczycielka, działaczka niepodległościowa.

## Życiorys
Urodziła się w 1844 lub 1845 jako córka Franciszka Ksawerego Urbańskiego z Urbanic herbu Nieczuja (1816-1868, właściciel Odrzechowej i Darowa, od 1845 Haczowa) i Zofii z domu Skórskiej herbu Jastrzębiec (zm. 1902, pierwotnie dziedziczka Rymanowa). Była siostrą Franciszka Ksawerego, Feliksa (ur. 1847, właściciel dóbr Grabanin) i Mieczysława (1852-1944) oraz krewną ks. Henryka Korybut Woronieckiego.
Na przełomie lat 50./60. XIX w. udzielała się w nauczaniu ludności ziemi sanockiej w duchu polskości (w kierunku oświecenia ludności wiejskiej działali także jej rodzice). W domu rodzinnym  w Haczowie otworzyła szkołę, którą prowadziła przez kilka lat. Miejscowym dzieciom chłopskim, gromadzonym w rodzinnym dworze Urbańskich, udzielała lekcji m.in. z czytania, pisania, historii Polski, śpiewu, robótek ręcznych, haftowania, co skutkowało chętnym uczęszczaniem dzieci do regularnej szkoły.
Po wybuchu powstania styczniowego w dworze Urbańskich w Haczowie odbywały się ćwiczenia ochotników pochodzących z okolic. Lucyna własne domostwa udostępniła na rzecz fabryki naboi, skubanek i bandaży. Kierowała tajnymi agentkami, transportowała broń i amunicję, działała na rzecz oswobodzenia powstańców z więzień. Po włączeniu się Austrii do działań wymierzonych przeciw uczestnikom insurekcji, wraz z rodziną ukrywała w swoim dworze kilkudziesięciu powstańców przez okres sześciu miesięcy.
W 1870 wyszła za mąż za Władysława Hallera de Hallenburg (1834-1897) z majątku Polanka i Głuchowiec. Po ślubie osiadła w majątku męża na ziemi krakowskiej w Polance. Miała z nim trzech synów, w tym Stanisława (1872–1940, generał) i Mieczysława (1877-1917, oficer) oraz dwie córki, Elżbietę (ur. 1880, żona Juliana Zakrzeńskiego 1874–1939) i Marię (żona Antoniego Günthera).
Przez ostatnie niemal 30 lat żyła w stanie wdowieństwa, a ponadto straciła dwóch dorosłych synów. Należała do Sodalicji Mariańskiej, od 1894 do oddziału Pań miejskich w Krakowie, a od 1901 do oddziału Pań Wiejskich Ziemi Krakowskiej i była tam wiceprezydentką. W ostatnim okresie życia często gościła rodziny kresowe w swoim domu. Zmarła w 1926. Została pochowana w grobowcu rodzinnym Hallerów na cmentarzu w Krzęcinie.